# Cal Llop
Cal Llop és una masia situada al municipi de les Valls d'Aguilar, al marge esquerra del riu de Pallerols, a la comarca catalana de l'Alt Urgell.